# ادیک قوکاسیان
ادیک قوکاسیان (ارمنی: Էդիկ Ղուկասյան؛ زادهٔ ۲۴ آوریل ۱۹۳۴) یک  سیاستمدار اهل ارمنستان است که از تاریخ ۱۹۹۰ تا تاریخ ۱۹۹۵ سمت نمایندگی دوره اول شورای عالی جمهوری ارمنستان را برعهده داشت.

## زندگی‌نامه
در ۲۴ آوریل ۱۹۳۴ در ارمنستان به دنیا آمد . 